# Eugène Becker
Eugène Becker (* 24. Februar 1884 in Luxemburg; † im 20. Jahrhundert) war ein luxemburgischer Fußballspieler.
Beckers Heimatverein war Sporting Club Luxemburg. Am 29. April 1913 stand er im Kader der luxemburgischen Fußballnationalmannschaft bei einem Freundschaftsspiel gegen Frankreich (0:8). Es blieb sein einziger Einsatz in der Nationalmannschaft.